# 박경호 (축구인)
박경호(朴景浩, 1930년 5월 20일~2021년 3월 29일)는 대한민국의 전직 축구 선수 겸 축구 감독였다. 1956년 AFC 아시안컵에 참가했다.

## 학력
- 경신중학교 졸업

## 경력
육군 특무부대 축구단 등에서 선수 생활을 하였고 선수 경력을 마친 후 한양공고와 건국대·육군사관학교·서울대에서 지도자 생활을 했다. 1972년부터는 KBS 축구해설위원으로 마이크를 잡았다. 1993년에는 후배 노정윤을 새로 창설한 J리그로 보내며 일본 프로축구와 인연을 쌓았다. 1994년엔 직접 일본으로 건너가 오이타의 고문으로 활동하면서 관중수를 크게 늘리는데 기여했다.
동생인 박경화 역시 대한민국 축구대표팀에서 활약하였다.

## 가족 관계
- 동생 : 박경화 (1939년 6월 2일 ~ 2023년 4월 4일)

## 참고 문헌
- 우리가 기억해야 할 불멸의 스타<3> 1회 아시안컵 출전, 박경호 선생의 희망사항
- ‘1회 아시안컵 우승’ 박경호 선생, 누구보다 한국의 우승 염원한다
- 축구원로 박경호 선생, “축구협회 책임지는 자세 필요하다